# Province de Kaoh Kong
Pour les articles homonymes, voir KOH (homonymie).
Kaoh Kong (« île Kong » en khmer) est une province du Cambodge. Elle comprend 8 districts :
- 0901 Botum Sakor (« mer de lotus », du pali paduma, cf. sanskrit padma : « lotus »)
- 0902 Kiri Sakor (« océan de montagnes », du sanskrit giri : « montagne »)
- 0903 Kaoh Kong (la capitale)
- 0904 Smach Mean Chey (« smach victorieux » ; le smach est un petit arbre des Myrtacées, Syzygium zeylanicum, parent du jamrosat, ou Melaleuca leucadendra, voisin du cajeput, cf. O Smach ; jaya : « victoire » en sanskrit)
- 0905 Mondol Seima (« périmètre du mandala », du sanskrit maṇḍala et sīmā : « limite, frontière »)
- 0906 Srae Ambel (« marais salant »)
- 0907 Thma Bang (« pierre cachée »)
- 0908 Kampong Seila (« port rocheux », du sanskrit śilā : « pierre, rocher »)

## Démographie
|                                            | Kaoh Kong   | Kaoh Kong   | Cambodge    | Cambodge    |
| 1998                                       | 2008        | 1998        | 2008        |             |
| Population totale                          | 132 106     | 139 722     | 11 437 656  | 13 388 910  |
| Croissance de la population 1998 - 2008    | 5,8 %       | 5,8 %       | 17 %        | 17 %        |
| Taux de la population rurale               | 68,35 %     | 73,98 %     | 82,29 %     | 80,47 %     |
| Densité                                    | 12 hab./km2 | 13 hab./km2 | 64 hab./km2 | 75 hab./km2 |
| Sex-ratio (Nombre d'hommes pour une femme) | 1,051       | 1,023       | 0,93        | 0,942       |
| Taille moyenne des foyers                  | 5,2 membres | 4,8 membres | 5,2 membres | 4,7 membres |

## Investissements chinois (d'intérêts militaires?)
Alors que les tensions militaires avec la Chine sont vives en mer de Chine, divers articles et une enquête du site d'information Asia Times (basé à Hong Kong) ont allégué que la Chine, derrière des investissements apparemment touristiques ou économiques pourrait discrètement installer dans la Province un port, une petite base navale et un aéroport, lesquels pourraient ensuite ponctuellement servir à l'armée chinoise. Le vice-président américain Mike Pence s'en est inquiété et a écrit  au Premier ministre Hun Sen sur une base navale chinoise en construction au Cambodge, probablement dans la province de Koh Kong.
En 2018, à l'occasion d'une table ronde présentée comme devant répondre au sujet de savoir si le pays (membre de l'ASEAN) a besoin de l'aide de forces étrangères, des fonctionnaires des ministères de la Défense nationale et de la Justice, ainsi que des porte-parole du gouvernement cambodgien et des universitaires de l'Académie royale du Cambodge (RAC) ont affirmé que ces soupçons relevaient d'une « guerre psychologique » et qu'une inspection du site ne serait pas nécessaire. Le général Chhum Socheat (porte-parole du ministère de la Défense) a abondé en affirmant qu'une inspection du site n'était pas requise car rien ne correspondait au rapport de l'Asia Times. Sok Touch, le président de l'Académie (RAC) a dit qu'après avoir récemment visité le site, il n'y voyait aucune preuve d'une base navale en construction, et que si c'était le cas, les États-Unis le verraient via l'imagerie satellitaire. Selon lui les investissements chinois au Cambodge sont plutôt à comparer à ce que les américains avaient fait avec le plan Marshall pour soutenir la reconstruction de l'Europe occidentale après la Seconde Guerre mondiale. Phay Siphan (porte-parole du gouvernement) a ajouté que « le sujet a été soulevé par un 'lanceur d'alerte' pour attirer l'attention sur le Cambodge » et qu'il ne servait à rien de demander à des organismes indépendants d'inspecter le site car « le Cambodge est un État indépendant [et donc] personne ne peut venir inspecter [le site] ». Le Premier ministre Hun Sen a dit avoir écrit  à Mike Pence qu'il n'y avait pas de bases militaires étrangères au Cambodge, mais l'analyste Lao Mong Hay estime que les craintes des américains ne sont pas sans fondement, que les cambodgiens ont déjà beaucoup souffert quand « le gouvernement de Sihanouk a secrètement autorisé les forces communistes vietnamiennes (...) à construire des sanctuaires dans les régions frontalières du Sud-Vietnam et à utiliser le port maritime et les routes du pays pour acheminer leurs fournitures de guerre vers ces régions », et qu'il « ne sert à rien de garder le peuple cambodgien dans l'ignorance sur une question affectant la souveraineté, l'indépendance et la neutralité du pays ».
En juillet 2019, Tea Banh (ministre de la Défense nationale cambodgienne) dit ne pas comprendre la réponse des États-Unis (plus précisément de Joseph Felter, sous-secrétaire adjoint américain à la Défense pour l'Asie du Sud et du Sud-Est) après que le Royaume ait décliné l'offre américaine d'aide à la réparation de la base navale de Ream. Selon Emily Zeeberg (porte-parole de l'ambassade américaine), ce refus a justifié la crainte d'un possible hébergement de moyens militaires chinois (ce que la constitution cambodgienne ne permet théoriquement pas, ni à aucun autre pays étranger) ; d'autant qu'une entreprise construit un aéroport et un port maritime respectivement capable de recevoir des avions de guerre et des navires de guerre. Selon Tea Banh, l'assistance à la reconstruction était inutile, simplement car l'armée prévoyait de déplacer cette base navale pour en augmenter la capacité. Emily Zeeberg a exhorté les dirigeants cambodgiens à maintenir leur engagement constitutionnel en faveur d'une politique étrangère indépendante et à protéger activement l'indépendance du Cambodge pour les générations futures.